# Довский сельсовет
Довский сельсовет — административная единица на территории Рогачёвского района Гомельской области Республики Беларусь. Административный центр — агрогородок Довск.

## Состав
Довский сельсовет включает 16 населённых пунктов:
- Довск — агрогородок.
- Клетище — деревня.
- Ковалёвка — деревня.
- Малиновка — деревня.
- Партизаны — деревня.
- Ракутино — деревня.
- Рощино — деревня.
- Свержень — деревня.
- Серебрянка — деревня.
- Слобода — деревня.
- Старый Довск — деревня.
- Сычман — деревня.
- Федоровка — деревня.
- Хмеленец — деревня.
- Юдичи — деревня.
- Ямное — деревня.